# Crassula numaisensis
Crassula numaisensis är en fetbladsväxtart som beskrevs av Hans Christian Friedrich. Crassula numaisensis ingår i släktet krassulor, och familjen fetbladsväxter. Inga underarter finns listade i Catalogue of Life.